# 尾鷲電気
尾鷲電気株式会社（おわせでんき かぶしきがいしゃ）は、明治末期から昭和初頭にかけて存在した日本の電力会社である。中部電力管内にかつて存在した事業者の一つ。
1910年（明治43年）に現在の三重県尾鷲市にて開業。東紀州の中心的な事業者であったが、1927年（昭和2年）に三重合同電気（後の合同電気）に合併された。

## 沿革
三重県では、1897年（明治30年）に県庁所在地津市において津電灯が開業したのを皮切りに、各地で電気事業が出現していた。県の南部、北牟婁郡尾鷲町（現・尾鷲市）においても有志の間で電気事業の計画が進められ、1910年（明治43年）5月21日、町内の中井浦に尾鷲電気株式会社が設立された。設立時の資本金は5万円。尾鷲の実業家浜田常助らにより起業された会社であり、設立時の役員には浜田ら尾鷲町の人物が名を連ねる。また安保庸三（当時松阪水力電気専務）ら松阪の人物も加わっている。
逓信省の資料によると、設立5か月後の1910年10月15日に尾鷲電気は開業した。当初の供給区域は尾鷲町内のみ。電源となる発電所は、八幡神社の南側にある本社に隣接して設けられた。発電所出力は75キロワットで、中部地方では初採用となる吸入ガス機関（サクションガス機関）が原動機のガス力（内燃力）発電所であった。供給面では、当時の電灯は石油ランプよりも高価であり、生活習慣から夜間の照明を必要としなかったこともあって需要の伸びは鈍く、開業4年目の1914年末時点でも供給成績は取付灯数1,671灯（18キロワット相当）、需要家数では777戸と尾鷲町内現住戸数の3分の1に留まった。その後1915年（大正4年）末になり供給が尾鷲町外にも拡大、北にある引本町（現・紀北町）での配電が始まった。
1918年（大正7年）3月、尾鷲電気は25万円の増資を決議した。増資は2年半後の1920年（大正8年）8月にも決議されており、さらに30万円増で資本金は60万円となっている。この間の1920年、会社最初の水力発電所として銚子川水系に又口川発電所（出力145キロワット）が運転を開始した。翌1921年6月末時点での供給区域は、尾鷲町とその北側の引本町ほか4村であった。
1922年（大正11年）9月、尾鷲町の南、北牟婁郡九鬼村に供給する九鬼電灯から事業を譲り受けた。同社は1919年5月25日に資本金1万7000円で九鬼村大字久木浦（現・尾鷲市九鬼町）に設立。同年11月1日に開業し、出力10キロワットの小規模ガス力発電所を電源として九鬼村内に供給していた。この九鬼村に加え、その南側に連なる南牟婁郡の5村も尾鷲電気の供給区域となっている（#供給区域一覧参照）。供給面では、1923年（大正13年）11月に2番目の水力発電所として銚子川に銚子川発電所が完成。経営面では1924年（大正13年）1月に50万円の増資を決議し、資本金を110万円としている。
1922年、三重県では津電灯・松阪電気（旧・松阪水力電気）・伊勢電気鉄道の3社統合により三重合同電気（後の合同電気）が発足した。同社は設立以後も三重県下の事業統合を積極的に展開していく。その中で県南部の北牟婁電気・尾鷲電気両社も吸収することとなり、1926年（昭和元年）12月28日にその合併を決議。翌1927年（昭和2年）4月30日に合併認可を得て、同年5月15日付で合併した。合併に伴う三重合同電気の増資額は72万円。同日、合併に伴い尾鷲電気は解散した。合併前、1926年時点で社長は栗原実也（元尾鷲町長）で、三重合同電気副社長の安保庸三が取締役の一人であった。

## 供給区域一覧
1926年末時点での尾鷲電気の電灯・電力供給区域は以下の通り。
- 北牟婁郡
  - 尾鷲町・九鬼村・須賀利村（現・尾鷲市）
  - 相賀村・引本町・船津村・桂城村（現・紀北町）
- 南牟婁郡
  - 北輪内村・南輪内村（現・尾鷲市）
  - 荒坂村・新鹿村・泊村（現・熊野市）

上記地域を供給区域として、1926年度末時点では、電灯は需要家7,826戸に対し計1万6,454灯を供給し、電力は電動機用として164.9キロワットを供給していた。なお、これらの地域は1951年（昭和26年）に発足した中部電力の供給区域にすべて含まれている。

## 発電所一覧

### 尾鷲発電所
尾鷲電気が1910年（明治43年）8月の開業時に設置した発電所は尾鷲発電所という。尾鷲町中井浦（現・尾鷲市）の八幡神社南側にあった本社に隣接して建設された。ガス発生装置とガス機関を組み合わせた「吸入ガス機関」（サクションガスエンジン）を原動機とするガス力（内燃力）発電所である。
発電所出力は75キロワット。吸入ガス機関およびゼネラル・エレクトリック (GE) 製三相交流発電機各1台という設備構成で、発生電力の周波数は60ヘルツに設定された。
三重合同電気合併後の1927年11月、尾鷲送電線と尾鷲変電所が完成した。送電線は松阪・滝原・長島方面から繋がり、変電所は発電所裏手に位置した。翌1928年（昭和3年）6月に尾鷲発電所は廃止となった。

### 又口川発電所
尾鷲電気最初の水力発電所は又口川発電所である。所在地は尾鷲町南浦矢所で、クチスボダムのやや下流、銚子川水系又口川・古和谷の合流点直前に位置した。発電所出力は145キロワット。1920年（大正9年）3月に運転を開始し、合同電気時代の1935年（昭和10年）8月に廃止された。
又口川より0.50立方メートル毎秒を取水し、川の左岸に沿った約2.7キロメートルの水路で39.5メートルの落差を得て発電する仕組みであった。発電設備は電業社製フランシス水車と芝浦製作所製三相交流発電機各1台からなる。発生電力の周波数は50ヘルツに設定されていた。

### 銚子川発電所
尾鷲電気2番目の水力発電所は銚子川発電所である。尾鷲町の北側、相賀村大字相賀（現・紀北町相賀）に位置し、出力120キロワットで運転された。運転開始は1923年（大正12年）11月である。
銚子川より0.42立方メートル毎秒を取水し、川の左岸に沿った約1.2キロメートルの水路で38.82メートルの有効落差を得て発電した。発電設備は大阪酉島製作所製フランシス水車および大阪電機製三相交流発電機各1台を備える。又口川発電所と同様に発生電力の周波数は50ヘルツであったが、1937年（昭和12年）5月に60ヘルツへ変更されている。
尾鷲電気から合同電気、東邦電力、中部配電を経て1951年（昭和26年）以降は中部電力に帰属した。この間の1942年（昭和17年）に発電所上流側で銚子川第二発電所が発電を開始しており、同年6月銚子川発電所から「銚子川第一発電所」に改称した。洪水で破損したため1963年（昭和38年）8月15日付で廃止されており現存しない。